# Асикага Ёсимоти
Асикага Ёсимоти (яп. 足利 義持; 12 марта 1386 — 3 февраля 1428) — 4-й сёгун сёгуната Муромати. Правил с 1394 по 1423 год. Был сыном Асикаги Ёсимицу, 3-го сёгуна сёгуната Муромати.

## Биография
Малолетний Ёсимоти получил титул сёгуна от своего отца в 1394 году. После смерти последнего в 1408 году Ёсимоти стал полноправным властителем страны.
Правления 4-го сёгуна сказалось началом развала системы, которую выстроил покойный Асикага Ёсимицу. На острове Кюсю образовалось фактически независимое правительство рода Оути, а в регионе Канто вся власть принадлежала самодостаточном «сёгуну-наместнику» кубо. Ёсимоти политикой интересовался мало, а потому обуздать сепаратистские тенденции в регионах не смог. Децентрализации страны также способствовали назначения сёгуном своих любовников на важные административные должности. Фавориты Ёсимоти не занимались административной работой, а относились к землям и подчинённому населению исключительно как источникам собственного обогащения.
Ёсимоти стремился поддерживать хорошие отношения с Китаем и отправил туда 8 посольств.
В 1423 году Ёсимоти передал титул сёгуна и надломленную управленческую систему своему сыну Асикаге Ёсикадзу.